# الرصافه
الرصافة (به عربی: الرصافة) یک عوارض جغرافیایی در سوریه است که در استان رقه واقع شده‌است.

## خصوصیات
الرصافة ۳۰۰ متر بالاتر از سطح دریا واقع شده‌است.